# Howearion
Howearion is een geslacht van weekdieren uit de klasse van de Gastropoda (slakken).

## Soorten
- Howearion belli Iredale, 1944
- Howearion hilli (Cox, 1873)